# 쿠바 아바나 국제가전박람회
쿠바 아바나 국제 박람회는 쿠바의 박람회]]이다.

## 개요
- 개최 연혁: 1983년부터 현재까지
- 참가국 규모: 70개국 3400여개사(2017년 기준)
- 전시품목: 종합 전시(식품, 가전, 자동차, 통신장비 등)[1]

한국은 1996년부터 2007년까지 참가. 2012년에 참가 재개. 2017년 아바나 국제박람회와 연계해서 " KOREA WEEK IN CUBA"를 개최.

## 2017년 박람회 동향
쿠바 석유 의존도를 낮출, 중국 '위퉁' 여객용 순수 전기차가 각광받음.
삼성전자가 슈퍼마켓 체인 TRD와 협력 삼성전자 전용 몰을 2017년 초 오픈.
쿠바와 미국의 관계 정상화가 주춤하지만, 쿠바 비지니스 환경 자체 개선이 느리기 때문에 진출하는 한국 기업에 타격이 크지 않을 것으로 예상됨.